# My Friend Pedro
My Friend Pedro es un videojuego de disparos desarrollado por DeadToast Entertainment y publicado por Devolver Digital. El juego fue lanzado para Microsoft Windows, Playstation 4,  y Nintendo Switch el 20 de junio de 2019. My Friend Pedro se basa en un juego de Adobe Flash llamado MFP: My Friend Pedro que fue lanzado por Adult Swim Games en 2014.

## Jugabilidad
My Friend Pedro involucra al jugador que atraviesa una variedad de niveles temáticos mientras mata a los enemigos de una manera elegante. El juego se repite en la jugabilidad presentada en el juego flash, que incluye controles similares, mecánica y armamento. Junto con la capacidad de ralentizar el tiempo, el jugador ahora puede patear objetos o enemigos, dividir su puntería entre objetivos y esquivar balas girando. El juego también presenta elementos de parkour como volteretas, saltos de pared y rollos, que pueden usarse para aumentar la cantidad de puntos otorgados. Otra nueva característica permite a los jugadores matar enemigos rebotando balas en sartenes o signos, lo que también se suma al total de puntos.
Se otorgan puntos por cada golpe exitoso del jugador, mientras que cada muerte aumenta el multiplicador de puntos actual. Los jugadores reciben un rango al final de cada nivel en función de su número total de puntos, que se comparte en una tabla de clasificación mundial.
si

## Desarrollo
My Friend Pedro comenzó el desarrollo en febrero de 2015 "por intervalos" hasta que indirectamente anunció que el desarrollo estaría en su apogeo el 4 de diciembre de 2015 en un de Vlog. Se había anunciado que estaba en la etapa de desarrollo pre-alfa el 21 de noviembre de 2015 con el objetivo de lanzar en PC y "eventualmente" computadoras Macintosh.

## Ripe For Revenge
El 5 de julio de 2021 se anunció a través de un video de YouTube un spin-off gratuito para dispositivos móviles con Android e iOS cuyo lanzamiento fue el 5 de agosto de ese mismo año titulado My Friend Pedro: Ripe For Revenge , en el que tenemos que salvar a la familia de Pedro que fue secuestrada por la mafia a través de sus más de 30 niveles. El juego cuenta con las mismas mecánicas que el original pero adaptadas para dispositivos móviles, y además se caricaturiza los contornos del juego usando la técnica cel shading

## Recepción
My Friend Pedro recibió "críticas generalmente favorables", según el agregador de revisiones de Metacritic.